# Mu (giải phẫu cơ thể người)

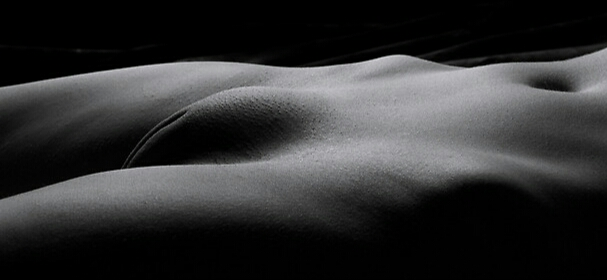
Mu, phần nằm giữa hai chân

Mu (tiếng Đức: Venushügel, nghĩa là Ngọn đồi Vệ nữ), là phần nhô cao bên ngoài bộ phận sinh dục nữ, nằm trên xương mu, là phần tích tụ của mô mỡ dưới da, phía bên trên của xương mu. Đến tuổi dậy thì, lông mu bắt đầu mọc và bao phủ phần mu.

## Giải phẫu

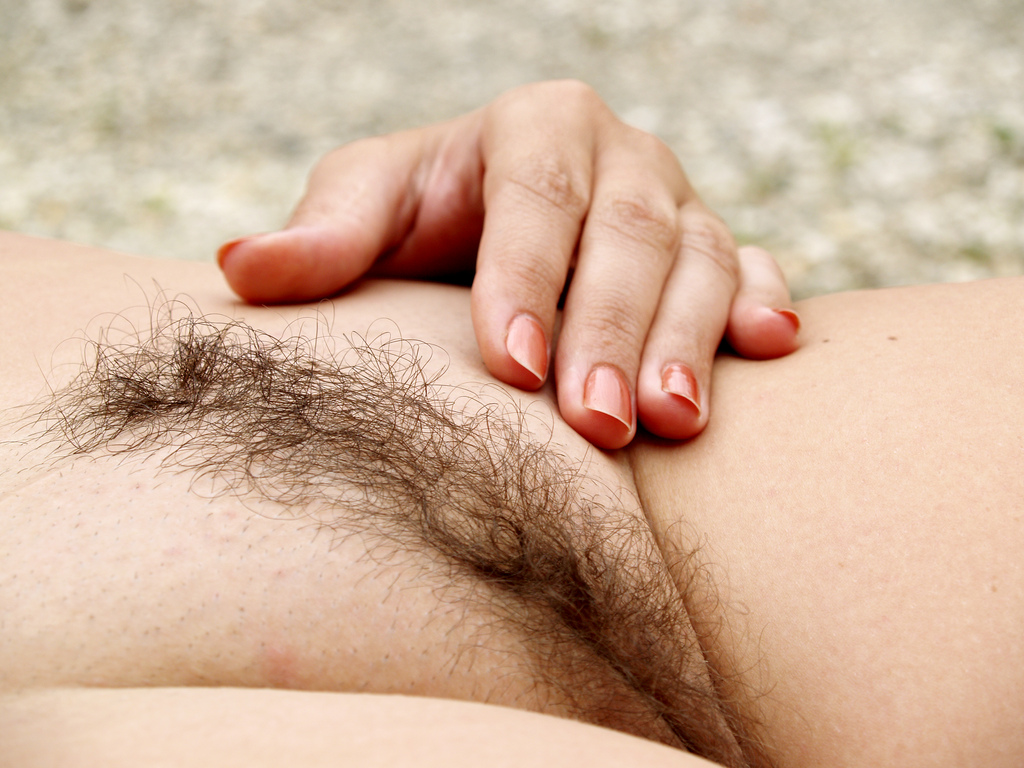
Mu với phần lông mu bao phủ bên ngoài

Phần mu là khu vực của cơ thể trực tiếp phía bên trên âm hộ, nó nằm xung quanh phần môi lớn (hay môi ngoài). Độ cao của mu phụ thuộc độ dày mô mỡ dưới da. Từ tuổi dậy thì, lông mu bắt đầu mọc, bao phủ, trừ khi được cạo sạch. Sự phát triển của mu liên quan sự phát triển trong tuổi dậy thì đối với môi lớn, xương mu và lông mu, đặc biệt là do nội tiết tố ảnh hưởng.
Do số lượng lớn các kết nối thần kinh, mu là một khu vực kích thích tình dục.

## Lý tưởng và thiết kế làm đẹp
Mặc dù mu không phải là một phần của cơ quan sinh dục ngoài, nhưng gò mu được coi là một Vùng kích thích tình dục và có tính khiêu dâm cao trong nhiều nền văn hóa. Trong suốt lịch sử, việc cạo bỏ hoàn toàn hoặc một phần lông mu đã phổ biến ở nhiều xã hội, gần đây nó đã trở nên phổ biến trong thế giới phương Tây. Việc loại bỏ hoàn toàn lông mu bằng cách sử dụng sáp, đường,... được gọi là Tẩy sáp Brasil, đã trở thành trào lưu quen thuộc, phổ biến trong thời gian gần đây.
Bằng cách tẩy lông và các kiểu dáng đồ bơi gọn gàng hơn, mu là điểm thu hút bởi vẻ ngoài và cần đáp ứng các lý tưởng thẩm mỹ. Theo đó, phẫu thuật thẩm mỹ được đưa ra nhằm điều chỉnh hình dạng theo lý tưởng mong muốn.
Các loại xỏ khuyên được sử dụng rộng rãi cho phần mu.

## Tình dục
- Mu là vị trí ưa thích để dùng tay kích thích cảm thụ trong hoạt động tình dục.